# Rajd Circuit of Ireland 1974
Circuit of Ireland Rally 1974 (35. Benson & Hedges Circuit of Ireland) – 35 edycja rajdu samochodowego Circuit of Ireland Rally rozgrywanego w Wielkiej Brytanii. Rozgrywany był od 12 do 16 kwietnia 1974 roku. Była to piąta runda Rajdowych Mistrzostw Europy w roku 1974 oraz pierwsza runda Rajdowych mistrzostw Wielkiej Brytanii.

## Klasyfikacja rajdu
| Miejsce                                                    | Kierowca                                                   | Pilot                                                      | Samochód                                                   | Czas                                                       | Strata                                                     |                                                            |
| Klasyfikacja generalna, ERC i mistrzostw Wielkiej Brytanii | Klasyfikacja generalna, ERC i mistrzostw Wielkiej Brytanii | Klasyfikacja generalna, ERC i mistrzostw Wielkiej Brytanii | Klasyfikacja generalna, ERC i mistrzostw Wielkiej Brytanii | Klasyfikacja generalna, ERC i mistrzostw Wielkiej Brytanii | Klasyfikacja generalna, ERC i mistrzostw Wielkiej Brytanii | Klasyfikacja generalna, ERC i mistrzostw Wielkiej Brytanii |
| ---------------------------------------------------------- | ---------------------------------------------------------- | ---------------------------------------------------------- | ---------------------------------------------------------- | ---------------------------------------------------------- | ---------------------------------------------------------- | ---------------------------------------------------------- |
| 1.                                                         | Cathal Curley                                              | Austin Frazer                                              | Porsche 911 Carrera RS 2.7                                 | 51:51                                                      | 0.0                                                        |                                                            |
| 2.                                                         | Ronnie McCartney                                           | Peter Scott                                                | Porsche 911 Carrera RS 2.7                                 | 57:03                                                      | +5:12                                                      |                                                            |
| 3.                                                         | Billy Coleman                                              | Leo White                                                  | Ford Escort RS 1600 MKI                                    | 57:45                                                      | +5:54                                                      |                                                            |
| 4.                                                         | Adrian Boyd                                                | Beatty Crawford                                            | Ford Escort RS 1600 MKI                                    | 1:02:38                                                    | +10:47                                                     |                                                            |
| 5.                                                         | Jack Tordoff                                               | Phil Short                                                 | Porsche 911 Carrera RS 2.7                                 | 1:07:27                                                    | +15:36                                                     |                                                            |
| 6.                                                         | Gerry Forde                                                | Paul Phelan                                                | Porsche 911 Carrera RS 2.7                                 | 1:10:48                                                    | +18:57                                                     |                                                            |
| 7.                                                         | Brian Nelson                                               | Drexel Gillespie                                           | BMW 2002                                                   | 1:13:02                                                    | +21:11                                                     |                                                            |
| 8.                                                         | John Tansey                                                | Rea Inglis                                                 | Porsche 911 Carrera RS 2.7                                 | 1:14:14                                                    | +22:23                                                     |                                                            |
| 9.                                                         | Oliver Hadden                                              | Christopher McCaul                                         | Porsche 911 Carrera RS 2.7                                 | 1:15:32                                                    | +23:41                                                     |                                                            |
| 10.                                                        | Erik Aaby                                                  | Bjørn Lie                                                  | Opel Ascona 1.9 SR                                         | 1:15:48                                                    | ++23:57                                                    |                                                            |